# Seznam dirkačev Formule 1 brez nastopa na dirki
Seznam dirkačev Formule 1 brez nastopa na dirki. Trenutno je 65 dirkačev takih, ki je nastopilo na vsaj eni prvenstveni Veliki nagradi Formule 1 in se ni nikoli kvalificiralo na dirko. 
| Dirkač                  | Sezona      | Dirke |
| ----------------------- | ----------- | ----- |
| Giovanna Amati          | 1992        | 3     |
| Michael Bartels         | 1991        | 4     |
| Enrico Bertaggia        | 1989        | 6     |
| Juan Manuel Bordeu      | 1961        | 1     |
| Gary Brabham            | 1990        | 2     |
| Ernesto Brambilla       | 1963, 1969  | 2     |
| Gianfranco Brancatelli  | 1979        | 3     |
| Pedro Matos Chaves      | 1991        | 13    |
| Kevin Cogan             | 1980 - 1981 | 2     |
| Alberto Crespo          | 1952        | 1     |
| Alain de Changy         | 1959        | 1     |
| Bernard de Dryver       | 1977 - 1978 | 2     |
| Giovanni de Riu         | 1954        | 1     |
| Frank Dochnal           | 1963        | 1     |
| Piero Dusio             | 1952        | 1     |
| Bernie Ecclestone       | 1958        | 2     |
| Carlo Facetti           | 1974        | 1     |
| William Ferguson        | 1972        | 1     |
| Azdrubal Fontes Bayardo | 1959        | 1     |
| Giorgio Francia         | 1977, 1981  | 2     |
| Hiroshi Fushida         | 1975        | 2     |
| Divina Galica           | 1976, 1978  | 3     |
| Gimax                   | 1978        | 1     |
| Helm Glöckler           | 1953        | 1     |
| Brian Gubby             | 1965        | 1     |
| Brian Hart              | 1967        | 1     |
| Naoki Hattori           | 1991        | 2     |
| Hans Heyer              | 1977        | 1     |
| Tom Jones               | 1967        | 1     |
| Ken Kavanagh            | 1958        | 2     |
| Dave Kennedy            | 1980        | 7     |
| Bruce Kessler           | 1958        | 1     |
| Mikko Kozarowitzky      | 1977        | 2     |
| Kurt Kuhnke             | 1963        | 1     |
| Masami Kuwashima        | 1976        | 1     |
| Claudio Langes          | 1990        | 14    |
| Ricardo Londono         | 1981        | 1     |
| Jean Lucienbonnet       | 1959        | 1     |
| Perry McCarthy          | 1992        | 7     |
| Brian McGuire           | 1977        | 1     |
| Harry Merkel            | 1952        | 1     |
| Bill Moss               | 1959        | 1     |
| Jac Nelleman            | 1976        | 1     |
| Alfredo Pian            | 1950        | 1     |
| Ernesto Prinoth         | 1962        | 1     |
| Clive Puzey             | 1965        | 1     |
| Alan Rollinson          | 1965        | 1     |
| Jean-Claude Rudaz       | 1964        | 1     |
| Günther Seiffert        | 1962        | 1     |
| Vincenzo Sospiri        | 1997        | 1     |
| Stephen South           | 1980        | 1     |
| Otto Stuppacher         | 1976        | 3     |
| Andy Sutcliffe          | 1977        | 1     |
| Luigi Taramazzo         | 1958        | 1     |
| Dennis Taylor           | 1959        | 1     |
| André Testut            | 1958-1959   | 2     |
| Tony Trimmer            | 1975-1978   | 6     |
| Jacques Villeneuve st.  | 1981, 1983  | 3     |
| Volker Weidler          | 1989        | 10    |
| Peter Westbury          | 1970        | 1     |
| Ted Whiteaway           | 1955        | 1     |
| Desiré Wilson           | 1980        | 1     |
| Joachim Winkelhock      | 1989        | 7     |
| Emilio Zapico           | 1976        | 1     |